# Tiputini
Tiputini es una parroquia del cantón Aguarico ubicado en la provincia de Orellana. La ciudad se encuentra en el corazón de la amazonía ecuatoriana cerca del río Napo y el río Tiputini, es la cabecera del Cantón Aguarico.

## Geografía
La parroquia Tiputini es parte de la región muy húmeda tropical de la Amazonía ecuatoriana con un clima ecuatorial, comprendido entre altitudes de 205 – 215 m s. n. m., con temperatura promedio anual entre 23.0 °C y 25.5°
De acuerdo con la composición de sus aguas, los ríos del cantón pueden ser clasificados en ríos de aguas blancas y ríos de aguas negras. Los primeros, entre los cuales se cuentan todos los ríos grandes Yashiño, Yasuní, Cononaco y Tiputini, se caracterizan por ser de alta turbidez, contener una gran cantidad de sedimentos y un pH neutro. Los ríos de aguas negras, como el río Napo, típicamente tienen pocos sedimentos en suspensión, un pH que varía entre 4.7 y 5.8 y gran cantidad de polifenoles y taninos que les confieren una coloración café obscura.

## Política
Territorialmente, el centro poblado de Tiputini está organizada en una sola parroquia urbana, pero en el cantón también existe la parroquia urbana de Nuevo Rocafuerte mientras que existen 4 parroquias rurales con las que complementa el aérea total del Cantón Aguarico. El término "parroquia" es usado en el Ecuador para referirse a territorios dentro de la división administrativa municipal.
El 8 de junio del 2008 se celebró una consulta popular en el cantón Aguarico,  provincia de Orellana, para preguntar al pueblo si deseaba el cambio de cabecera cantonal de Nuevo Rocafuerte a Tiputini, y ganó el si, por lo cual, conforme mandato popular, Tiputin se convirtió en la nueva cabecera cantonal.
Desde ese entonces, existe una riña entre Nuevo Rocafuerte y Tiputini, en cuanto a la cabecera cantonal, incluso el entonces Presidente de la República Lenín Moreno, oriundo de Nuevo Rocafuerte, no continuó con el trámite legal correspondiente y mandatorio de la consulta popular.
La ciudad de Tiputini y el cantón Aguarico, al igual que las demás localidades ecuatorianas, se rige por una municipalidad según lo previsto en la Constitución de la República. El Gobierno Autónomo Descentralizado Municipal de Aguarico, es una entidad de gobierno seccional que administra el cantón de forma autónoma al gobierno central. La municipalidad está organizada por la separación de poderes de carácter ejecutivo representado por el alcalde, y otro de carácter legislativo conformado por los miembros del concejo cantonal.
La Municipalidad de Aguarico, se rige principalmente sobre la base de lo estipulado en los artículos 253 y 264 de la Constitución Política de la República y en la Ley de Régimen Municipal en sus artículos 1 y 16, que establece la autonomía funcional, económica y administrativa de la Entidad.

### Alcaldía
El poder ejecutivo de la ciudad es desempeñado por un ciudadano con título de Alcalde del Cantón Aguarico, el cual es elegido por sufragio directo en una sola vuelta electoral sin fórmulas o binomios en las elecciones municipales. El vicealcalde no es elegido de la misma manera, ya que una vez instalado el Concejo Cantonal se elegirá entre los ediles un encargado para aquel cargo. El alcalde y el vicealcalde duran cuatro años en sus funciones, y en el caso del alcalde, tiene la opción de reelección inmediata o sucesiva. El alcalde es el máximo representante de la municipalidad y tiene voto dirimente en el concejo cantonal, mientras que el vicealcalde realiza las funciones del alcalde de modo suplente mientras no pueda ejercer sus funciones el alcalde titular.
El alcalde cuenta con su propio gabinete de administración municipal mediante múltiples direcciones de nivel de asesoría, de apoyo y operativo. Los encargados de aquellas direcciones municipales son designados por el propio alcalde. Actualmente el Alcalde de Aguarico es Juan Carlos Orellana, elegido para el periodo 2019-2024.

### Concejo cantonal
El poder legislativo de la ciudad es ejercido por el Concejo Cantonal de Aguarico el cual es un pequeño parlamento unicameral que se constituye al igual que en los demás cantones mediante la disposición del artículo 253 de la Constitución Política Nacional. De acuerdo a lo establecido en la ley, la cantidad de miembros del concejo representa proporcionalmente a la población del cantón.
Aguarico posee 5 concejales, los cuales son elegidos mediante sufragio (Sistema D'Hondt) y duran en sus funciones cuatro años pudiendo ser reelegidos indefinidamente. De los cinco ediles, 2 representan a la población urbana mientras que 3 representan a las 4 parroquias rurales. El alcalde y el vicealcalde presiden el concejo en sus sesiones. Al recién instalarse el concejo cantonal por primera vez los miembros eligen de entre ellos un designado para el cargo de vicealcalde de la ciudad.

### División política
El cantón se divide en parroquias que pueden ser urbanas o rurales y son representadas por las Juntas Parroquiales ante el Municipio de Aguarico. La  parroquias urbanas son:
- Tiputini
- Nuevo Rocafuerte

## Educación

### Centros educativos
Escuela Cap. Luís Felipe Jaramillo Manosalvas y el colegio Álvaro Valladares éstos están ubicado en la cabecera parroquial y en el sector disperso las escuelas Vicente Rocafuerte en Pandochikta, Jorge Gortaire en Pto. Miranda, Adán Tapuy en Boca Tiputini, 12 de Febrero en San Carlos, 22 de enero en Yana Yaku, Río Llanchama en Llanchama y Vicente Salazar en Vicente Salazar.

## Centros de importancia
Gobierno Autónomo Descentralizado Municipal de Aguarico, Tenecia Política, Gobierno Parroquial Tiputini, Concejo Cantonal de la Niñez y Adolescencia, Junta Cantonal de Protección de Derechos, Patronato de Amparo Social, Cuerpo de Bomberos de Aguarico, Batallón de Selva 57 "Montecristi", Coordinación de Educación Bilingüe, entre otros

## Economía
La economía de la parroquia Tiputini se basa fundamentalmente en la actividad agrícola, en la que podemos anotar el cultivo de arroz, plátano, yuca, maíz, Además los habitantes se dedican a la crianza de ganado vacuno que es una importante fuente de ingresos económicos, así como también la caza y la pesca que actualmente se ha convertido en una actividad limitante por la prohibición que demanda las instituciones que tienen que ver con la protección ambiental.

## Festividades
- 16 de julio Celebración de la Virgen del Carmen

```
- El 12 de febrero se celebra la fundación de Tiputini, es decir del centro poblado.
- El 19 de agosto se celebra la fundación del cantón Aguarico, con una influencia cantonal y provincial.
```